# Ceramoclasteropsis
Ceramoclasteropsis är ett släkte av svampar. Ceramoclasteropsis ingår i familjen Capnodiaceae, ordningen Capnodiales, klassen Dothideomycetes, divisionen sporsäcksvampar och riket svampar.
|                    | Capnodium                                   |
|                    |                                             |
|                    | Polychaeton                                 |
|                    |                                             |
|                    | Polychaetella                               |
|                    |                                             |
|                    | Tripospermum                                |
|                    |                                             |
|                    | Trichomerium                                |
|                    |                                             |
|                    | Scolecoxyphium                              |
|                    |                                             |
|                    | Phaeoxyphiella                              |
|                    |                                             |
|                    | Ciferrioxyphium                             |
|                    |                                             |
| Ceramoclasteropsis | \| \| Ceramoclasteropsis coumae \| \| \| \| |
|                    | \| \| Ceramoclasteropsis coumae \| \| \| \| |
|                    | Callebaea                                   |
|                    |                                             |
|                    | Anopeltis                                   |
|                    |                                             |
|                    | Acanthorus                                  |
|                    |                                             |
|                    | Scoriadopsis                                |
|                    |                                             |
|                    | Apiosporium                                 |
|                    |                                             |
|                    | Capnophaeum                                 |
|                    |                                             |
|                    | Fumagospora                                 |
|                    |                                             |
|                    | Echinothecium                               |
|                    |                                             |
|                    | Leptoxyphium                                |
|                    |                                             |
|                    | Aithaloderma                                |
|                    |                                             |
|                    | Phragmocapnias                              |
|                    |                                             |
|                    | Scorias                                     |
|                    |                                             |
|                    | Hyaloscolecostroma                          |
|                    |                                             |
|                    | Limaciniaseta                               |
|                    |                                             |
|                    | Plurispermiopsis                            |
|                    |                                             |
|                    | Fumiglobus                                  |
|                    |                                             |
|                    | Ceramoclasteropsis coumae                   |
|                    |                                             |

|  | Ceramoclasteropsis coumae |
|  |                           |